# Gaurav Solanki
Gaurav Solanki (* 21. Januar 1997) ist ein indischer Boxer im Fliegengewicht.

## Karriere
Solanki nahm 2013 an den Junioren-Weltmeisterschaften in der Ukraine und 2014 an den Jugend-Weltmeisterschaften in Bulgarien teil, wo er sich für die Olympischen Jugend-Sommerspiele 2014 in China qualifizierte. Dort scheiterte er beim Kampf um einen Medaillenplatz gegen Muhammad Ali. Zudem gewann er 2014 die Goldmedaille bei den Asien-Jugendmeisterschaften in Thailand. Bei den Commonwealth-Jugendspielen 2015 in Samoa gewann er die Silbermedaille nach einer knappen Niederlage im Finale mit 1:2 gegen Jack Bowen.
Im April 2018 gewann er die Goldmedaille im Fliegengewicht bei den Commonwealth Games in Australien, nachdem er im Finale Brendan Irvine geschlagen hatte. Im Juni 2018 konnte er zudem die Goldmedaille beim Chemiepokal in Deutschland gewinnen. Im August 2018 unterlag er bei den Asienspielen in Indonesien gegen Ryōmei Tanaka.